# Suske en Wiske in het kort
Suske en Wiske in het kort is een reeks Suske en Wiske-albums die wordt uitgegeven sinds 2019.

## Beschrijving
De opzet van de reeks is de (her)uitgave van korte verhalen van de stripreeks Suske en Wiske die vaak enkel in albums voor reclamedoeleinden of bij bepaalde speciale evenementen uitgegeven werden. Andere korte verhalen verschenen alleen in verzamelalbums, jubileumalbums of in speciale luxe-albums op verzoek van fanclubs. De albums verschijnen in het klassieke formaat van de rode reeks. Er worden jaarlijks tien albums uitgegeven, telkens drie of vier tegelijk, die door tekenaar Luc Morjaeu van een nieuwe cover worden voorzien. De meeste albums bevatten één kortverhaal, maar een aantal bevat meerdere kleinere verhalen.

## Uitgaven
| Nr. | Titel | Eerste druk |
| --- | --- | ----------- |
| 1   | De venijnige vanger | 22-03-2019  |
| 2   | Krimson break | 22-03-2019  |
| 3   | De pronte professor | 22-03-2019  |
| 4   | De bloedbroeder | 14-06-2019  |
| 5   | De treiterende trien | 14-06-2019  |
| 6   | De kokende kei | 14-06-2019  |
| 7   | Het rinkelende raderwerk | 11-10-2019  |
| 8   | De razende rentmeester | 11-10-2019  |
| 9   | De guitige gast | 11-10-2019  |
| 10  | De koppige kluizenaar | 11-10-2019  |
| 11  | De coole Kastaar | 20-03-2020  |
| 12  | De microkomiek | 20-03-2020  |
| 13  | De kribbige krab | 20-03-2020  |
| 14  | De sinistere site | 19-06-2020  |
| 15  | Juffertje Janboel | 19-06-2020  |
| 16  | Het vurige Vitamitje | 19-06-2020  |
| 17  | De zorgzoekers | 09-10-2020  |
| 18  | De energieke guiten | 09-10-2020  |
| 19  | De spottende spiegel | 09-10-2020  |
| 20  | De lepe luis De terugkeer van de lepe luis De barre bacterie De vergeten vluchtelingen | 09-10-2020  |
| 21  | De beestige brug | 16-04-2021  |
| 22  | De primitieve paljassen | 16-04-2021  |
| 23  | Sinjeur Stekkepoot | 16-04-2021  |
| 24  | De toetercup | 18-06-2021  |
| 25  | De werken van Lambik | 18-06-2021  |
| 26  | De tragische tante | 18-06-2021  |
| 27  | Het vervloekte venster | 15-10-2021  |
| 28  | Tante Biotica | 15-10-2021  |
| 29  | De Galapagosgasten | 15-10-2021  |
| 30  | Pezige Peekah | 15-10-2021  |
| 31  | Het betoverende boek | 08-04-2022  |
| 32  | De laaiende linies | 08-04-2022  |
| 33  | Het monster van Loch Ness | 08-04-2022  |
| 34  | Spruiten voor Sprotje | 04-07-2022  |
| 35  | De zilveren appels | 04-07-2022  |
| 36  | De gouden bloem | 04-07-2022  |
| 37  | Sprookjesnacht aan zee | 21-10-2022  |
| 38  | De bosbollebozen | 21-10-2022  |
| 39  | Toffe Tiko | 21-10-2022  |
| 40  | De lollige lakens | 21-10-2022  |
| 41  | Het machtige monopoly De olijke opruimers De ludieke les De interim-job (verhaal uit de stripreeks Lambik | 23-06-2023  |
| 42  | Het verborgen volk | 23-06-2023  |
| 43  | De macabere macralles | 23-06-2023  |
| 44  | Knokken in Knossos | 15-09-2023  |
| 45  | Het verloren zwaard | 15-09-2023  |
| 46  | De witte gems | 15-09-2023  |
| 47  | Het vliegende hart | 24-11-2023  |
| 48  | De stenen broden | 24-11-2023  |
| 49  | De vergeten vallei | 24-11-2023  |
| 50  | Hippus het zeeveulen | 24-11-2023  |
| 51  | De meteomachine De witte wraak Het blije bijenteam | 24-05-2024  |
| 52  | Tegen de ZZZ De Tiroolse trawanten Wiskes Kerstnacht Bosspel | 24-05-2024  |
| 53  | De rammelende rally | 24-05-2024  |
| 54  | Het geheim van de Kalmthoutse heide | 27-09-2024  |
| 55  | De bevende berken | 27-09-2024  |
| 56  | Verhalen uit de stripreeks Lambik: Hotel Holiday (Lambik) Circus Zere Knie De lek in het dak Klinkende munt | 27-09-2024  |
| 57  | De dappere duinduikers | 22-11-2024  |
| 58  | Het natuurcommando De regendag De schatgravers Ra ra wat is dat? De droom Lambik’s magic show Crème caramel Stilte! De vis bijt Suske en Wiske in Revonia! De stille wachtzaal Wie geeft wat hij heeft Drie koningen | 22-11-2024  |
| 59  | De uil van Sidoneia | 22-11-2024  |
| 60  | De mysterieuze cirkel De elektro aliëns Opvoedingsplan 1B Operatie woestijn | 22-11-2024  |